# Países Bajos en los Juegos Olímpicos de Sankt Moritz 1928
Los Países Bajos estuvieron representados en los Juegos Olímpicos de Sankt Moritz 1928 por un total de 7 deportistas que compitieron en 2 deportes.  
El portador de la bandera en la ceremonia de apertura fue el deportista de bobsleigh Edwin Teixeira de Mattos. El equipo olímpico neerlandés no obtuvo ninguna medalla en estos Juegos.